# Brian Kowikchuk
 (février 2025).
Brian Kowikchuk est un artiste inuvialuit contemporain, muraliste, enseignant et défenseur des arts, originaire de Tuktoyaktuk dans les Territoires du Nord-Ouest, au Canada. Né en 1990, il est reconnu pour ses œuvres vibrantes qui explorent les thèmes de l'identité culturelle, de la santé mentale et de la résilience communautaire. Ses créations, allant des peintures murales aux œuvres sur toile, reflètent une profonde connexion avec sa culture inuvialuite et son engagement à inspirer les jeunes générations à travers l'art,.

## Biographie
Brian Kowikchuk a grandi dans plusieurs communautés de la région du delta du Beaufort, notamment à Aklavik, Inuvik et Tuktoyaktuk. Ayant passé une partie de son enfance dans le système de placement familial, il a trouvé dans l'art un moyen d'expression et de découverte de soi. Inspiré par sa mère, qui dessinait des fleurs, Kowikchuk a commencé à explorer l'art dès son plus jeune âge, dessinant sur les murs de sa chambre. Cette passion a été nourrie par une enseignante d'art au secondaire, qui l'a encouragé à postuler à l'école d'art Emily Carr à Vancouver.

## Carrière artistique
Kowikchuk est surtout connu pour ses murales monumentales qui célèbrent la culture inuvialuite et abordent des sujets contemporains tels que le changement climatique et la santé mentale. Parmi ses projets notables figurent, :
- Ancestral Blessing (2022) : Une paire de murales représentant des esprits inuits et des animaux arctiques, exposées à Yellowknife et à Tuktoyaktuk. Ces œuvres, inspirées de la légende inuite de Sedna, symbolisent la transmission culturelle entre les générations et la connexion spirituelle avec la terre et la mer[5].
- Murale de la Hope House (2024) : Située à Inuvik, cette murale représente un bœuf musqué protégeant ses petits, symbolisant un espace sûr et promouvant la guérison par l'art.
- Carving Out Climate Testimony (2024) : Dans le cadre de ce projet de recherche, Kowikchuk a dirigé la création d'une murale de 24x20 pieds à l'école Mangilaluk de Tuktoyaktuk, représentant une famille de caribous confrontée aux défis environnementaux[3].

En plus de ses œuvres murales, Kowikchuk utilise des techniques numériques, comme le logiciel Procreate, pour concevoir des œuvres pouvant être imprimées en grand format, une méthode adaptée au climat rigoureux du Nord.
En tant qu'enseignant et mentor, il organise des ateliers de peinture pour les jeunes et les adultes dans la région de l'Inuvialuit. Il collabore avec des organisations locales comme The Artist's Hub à Inuvik pour promouvoir l'art comme outil de résilience et de construction communautaire,,.

## Philosophie et influence
Pour Kowikchuk, l'art est un langage universel qui permet de communiquer des émotions, de guérir des traumatismes et de renforcer l'identité culturelle. Il croit que l'art peut "arrêter le temps", offrant un espace où les individus peuvent explorer leur moi intérieur sans jugement. Ses œuvres, souvent caractérisées par des couleurs vives et des motifs symboliques, reflètent son héritage inuvialuit tout en abordant des thèmes universels. Il aspire à ce que ses créations inspirent les jeunes à embrasser leur culture et à voir l'art comme une voie d'avenir,.

## Œuvres d'art
- Ancestral Blessing (2022)

"Ancestral Blessing" est une paire de murales créées par Kowikchuk en 2022. Ces œuvres représentent des esprits inuits et des animaux arctiques, inspirées de la légende de Sedna, la mère des créatures marines. L'une des murales est exposée à Yellowknife lors du festival Folk On The Rocks, tandis que sa contrepartie se trouve à Tuktoyaktuk. Ces murales symbolisent la transmission culturelle entre les générations et la connexion spirituelle avec la terre et la mer.
- Murale de la Hope House (2024)

En juin 2024, Kowikchuk a dirigé la création d'une murale pour la Hope House d'Inuvik, un centre de soutien pour adultes. Cette murale de 12 pieds de large sur 8 pieds de haut représente un bœuf musqué protégeant ses petits, symbolisant un espace sûr et promouvant la guérison par l'art. Le projet a impliqué environ 15 participants et a été achevé en trois jours.
- Carving Out Climate Testimony (2024)

Dans le cadre du projet "Carving Out Climate Testimony: Inuit Youth, Wellness & Environmental Stewardship", Kowikchuk a dirigé la création d'une murale de 24x20 pieds à l'école Mangilaluk de Tuktoyaktuk. Cette œuvre, co-produite avec des jeunes inuits, représente une famille de caribous confrontée aux défis environnementaux, illustrant les impacts du changement climatique sur la communauté locale.
- Untitled (Raven against the sun) (2018)

Cette peinture acrylique de 2018 représente un corbeau, un symbole important dans la culture inuite, posé contre un fond de soleil éclatant. L'œuvre met en valeur l'utilisation par Kowikchuk de couleurs vives et de contrastes pour évoquer des thèmes culturels profonds.
- Uumingmak (Muskox) (2023)

"Uumingmak (Muskox)" est une œuvre numérique créée en 2023, illustrant un bœuf musqué solitaire sous les aurores boréales. Cette pièce reflète la relation entre les ancêtres inuvialuits et la communauté actuelle, les aurores symbolisant les ancêtres guidant le bœuf musqué vers sa famille. L'œuvre a été sélectionnée pour figurer sur l'annuaire téléphonique des Territoires du Nord-Ouest en 2023.